# Glashütten (Gemeinde Alland)
Glashütten ist eine Ortschaft und eine Katastralgemeinde in der Marktgemeinde Alland in Niederösterreich.

## Geografie
Der Ort liegt etwa 3 Kilometer westlich von Alland. In der Katastralgemeinde liegen auch die Rotten Lindahütten sowie an der Grenze zu Klausen-Leopoldsdorf die Rotten Groß-Krottenbach (südlich des Großen Krottenbachs) und Hauptbach (südlich der Schwechat).

## Geschichte
Im Ort Glashütten befand sich früher eine Glashütte. Laut Adressbuch von Österreich waren im Jahr 1938 in Glashütten ein Gemischtwarenhändler, ein Holzhändler, zwei Schuster und ein Landwirt mit Direktvertrieb ansässig. Außerdem gab es eine Pension und einen weiteren Beherbergungsbetrieb.